# Garde nationale de Paris
La garde nationale de Paris est une unité de la garde nationale française ayant Paris comme garnison. Levée dès juillet 1789, elle fut la première unité de gardes nationaux.
La garde nationale de Paris était une milice citoyenne chargée du maintien de l'ordre et de la défense militaire. Elle fut impliquée dans tous les événements qui marquèrent la vie politique de la France depuis la Révolution de 1789 jusqu'à la Commune de Paris en 1871, qui fut à l'origine de la suppression de la garde nationale.

## Histoire
L'histoire des milices citoyennes affectées à la sécurité publique, puis plus tard à la défense militaire, de Paris trouve son origine avec la création du guet royal, institué en décembre 1254 par Saint Louis et assuré par les bourgeois et les maîtres de métier parisiens, sous l'autorité d'un chevalier du guet.
Dès l'époque médiévale, ces gardes et milices bourgeoises parisiennes, peu ou prou structurées, « institutionnalisées » et militarisées, se retrouvèrent impliquées dans l'histoire politique de la France. C'est ainsi qu'en 1358, elles se trouvèrent mêlées aux événements de la journée du 22 février, journée d'émeute conduite par Étienne Marcel, prévôt des marchands de Paris, qui se déroule au palais de la Cité, résidence du dauphin Charles (futur Charles V de France) et qui mena au siège de Paris et au massacre, le 31 juillet 1358, de Marcel et de ses partisans, suspectés de sympathies avec les Anglais, par les milices parisiennes.

### Période révolutionnaire (1789-1799)

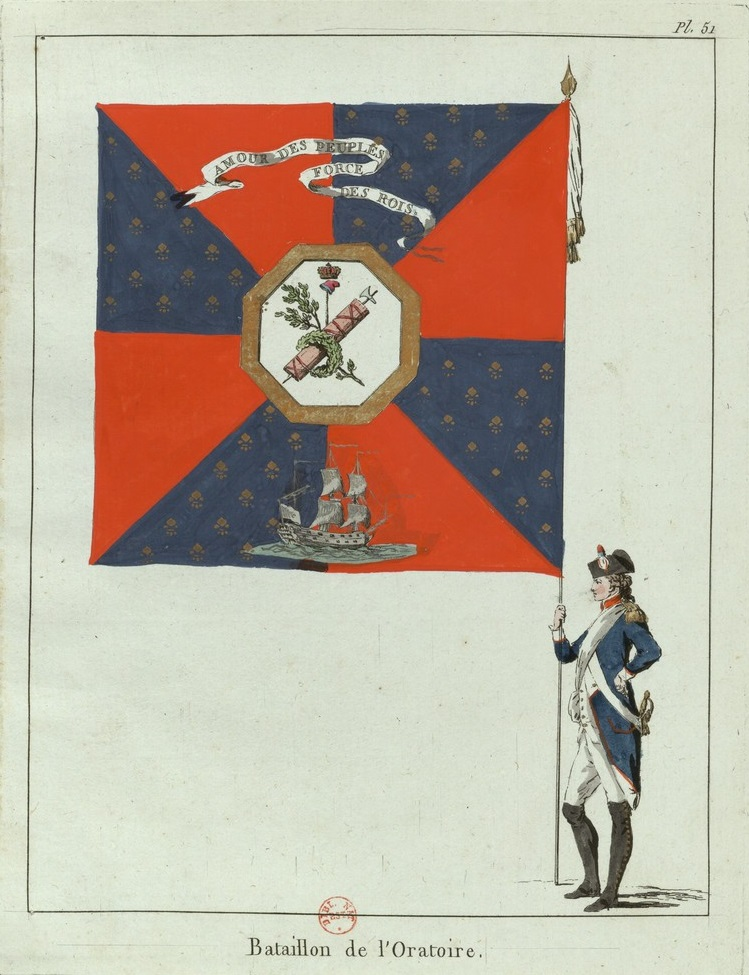
Drapeau du bataillon du district de l'Oratoire de la garde nationale de Paris en 1789
Drapeau du bataillon du district des Théatins
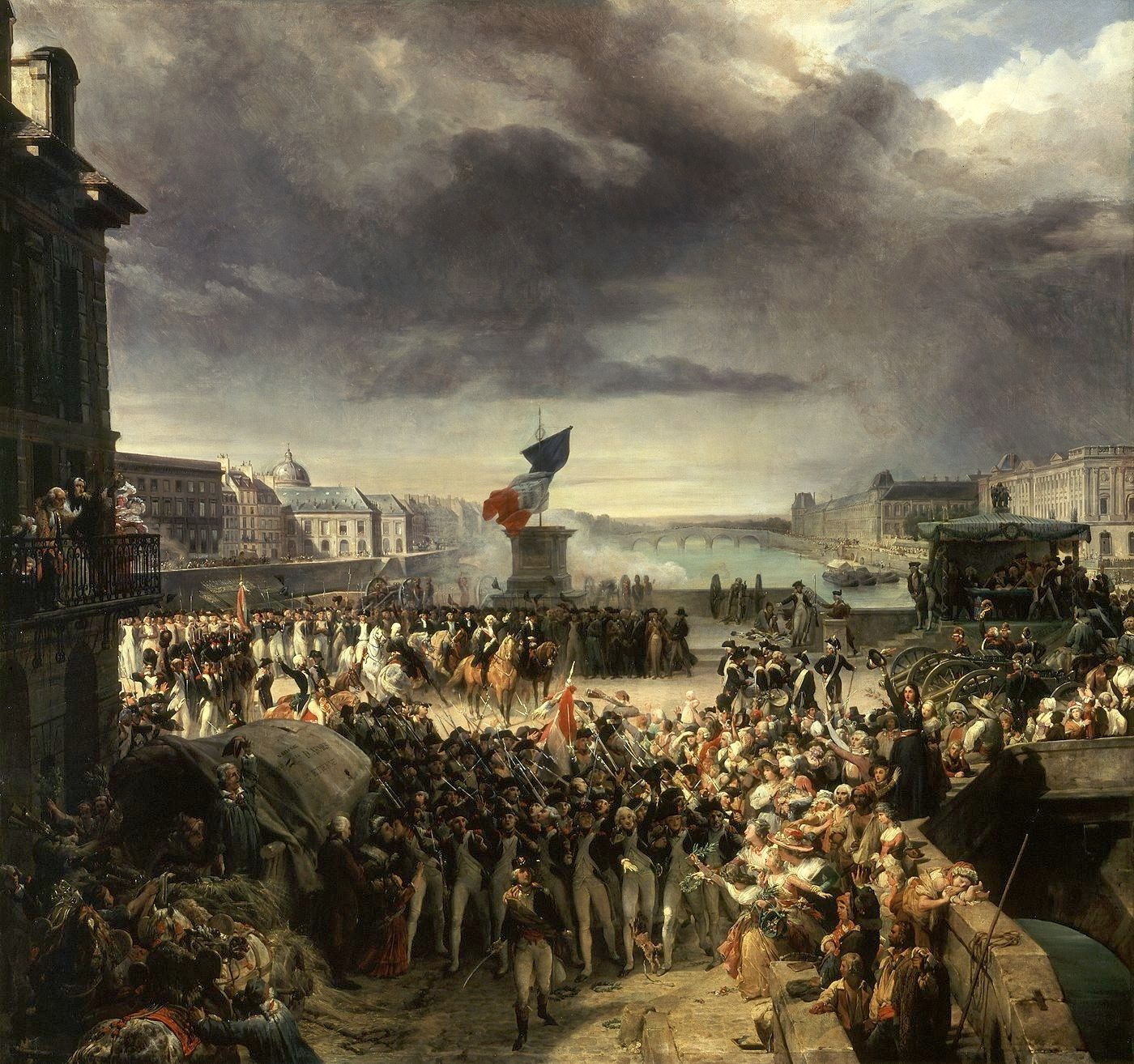
La garde nationale de Paris partant pour l'armée en 1792

Lors de la convocation des états généraux en 1789, une ordonnance de Necker divisa Paris en 60 districts pour l'élection des députés du tiers état ou des communes. L'ancienne administration municipale, s'étant trouvée impuissante pour réprimer les troubles occasionnés par les premiers événements de la révolution, abdiqua le 12 juillet 1789 l'autorité qu'elle ne pouvait plus exercer, et laissa agir le peuple. Le même jour, les électeurs se réunirent spontanément à l'hôtel de ville, se saisirent de l'autorité, et nommèrent, pour remplacer provisoirement l'ancienne municipalité, un comité permanent composé en grande partie de députés choisis parmi eux.
À cette époque, la garde nationale fut composée de soixante bataillons, qui portaient le nom de chacun des soixante districts, dont voici les noms :
1. District « Saint-Jacques-du-Haut-Pas »
2. District « Saint-Victor »
3. District « Saint-André-des-Arcs »
4. District « Saint-Marcel »
5. District « Saint-Louis-en-l'Île »
6. District « Val-de-Grâce »
7. District « Saint-Étienne-du-Mont »
8. District « La Sorbonne »
9. District « Saint-Nicolas-du-Chardonnet »
10. District « Les Mathurins »
11. District « Les Prémontrés »
12. District « Les Barnabites »
13. District « Les Cordeliers »
14. District « Notre-Dame »
15. District « Saint-Séverin »
16. District « Les Petits-Augustins »
17. District « L'Abbaye Saint-Germain »
18. District « Les Jacobins-Saint-Dominique »
19. District « Les Théatins »
20. District « Les Carmes-Déchaussés »
21. District « Les Récollet »s
22. District « Saint-Nicolas-des-Champs »
23. District « Sainte-Élisabeth »
24. District « Saint-Merry »
25. District « Les Carmélites »
26. District « Les Filles-Dieu »
27. District « Saint-Martin-des-Champs »
28. District « Les Enfants-Rouges »
29. District « Saint-Laurent »
30. District « Les Pères-de-Nazareth »
31. District « Saint-Jacques-de-l'Hôpital »
32. District « Bonne-Nouvelle »
33. District « Saint-Leu »
34. District « Saint-Lazare »
35. District « Sainte-Opportune »
36. District « Saint-Jacques-la-Boucherie »
37. District « Les Petits-Pères »
38. District « Saint-Eustache »
39. District « Saint-Magloire »
40. District « Saint-Joseph »
41. District « Sainte-Marguerite »
42. District « Les Minimes »
43. District « Le Petit Saint-Antoine »
44. District « Saint-Gervais »
45. District « Saint-Jean-en-Grève »
46. District « Saint-Louis-la-Culture »
47. District « Les Blancs-Manteaux »
48. District « Trainel »
49. District « Les Capucins-du-Marais »
50. District « Les Enfants-Trouvés »
51. District « L'Oratoire »
52. District « Les Feuillants »
53. District « Les Filles-Saint-Thomas »
54. District « Saint-Philippe-du-Roule »
55. District « Saint-Germain-l'Auxerrois »
56. District « Les Jacobins-Saint-Honoré »
57. District « Saint-Honoré »
58. District « Les Capucins de la Chaussée-d'Antin »
59. District « Les Capucins de la rue Saint-Honoré »
60. District « Saint-Roch »

Cette organisation subsista jusqu'au 21 mai 1790, époque où un décret de l'assemblée constituante substitua aux soixante districts quarante huit sections, qui reçurent chacune un nom de localité, dont quelques-uns furent changés pendant la république en des noms analogues aux circonstances. Le 6 décembre 1790, l'Assemblée nationale adopta un décret sur l'organisation de la force publique, qui énonçait le principe de l'unité de la garde nationale, soumise aux mêmes règlements, à la même discipline et revêtue du même uniforme — En l'an IV, Paris fut divisé en douze arrondissements ou municipalités, et eu quarante-huit quartiers, dont l'administration fut confiée au département de la Seine, composé de sept administrateurs. La loi de pluviôse an VIII substitua à ces administrateurs douze maires et deux préfets, l'un chargé de l'administration du département et l'autre de la police.

#### La bataille de Paris (1814)

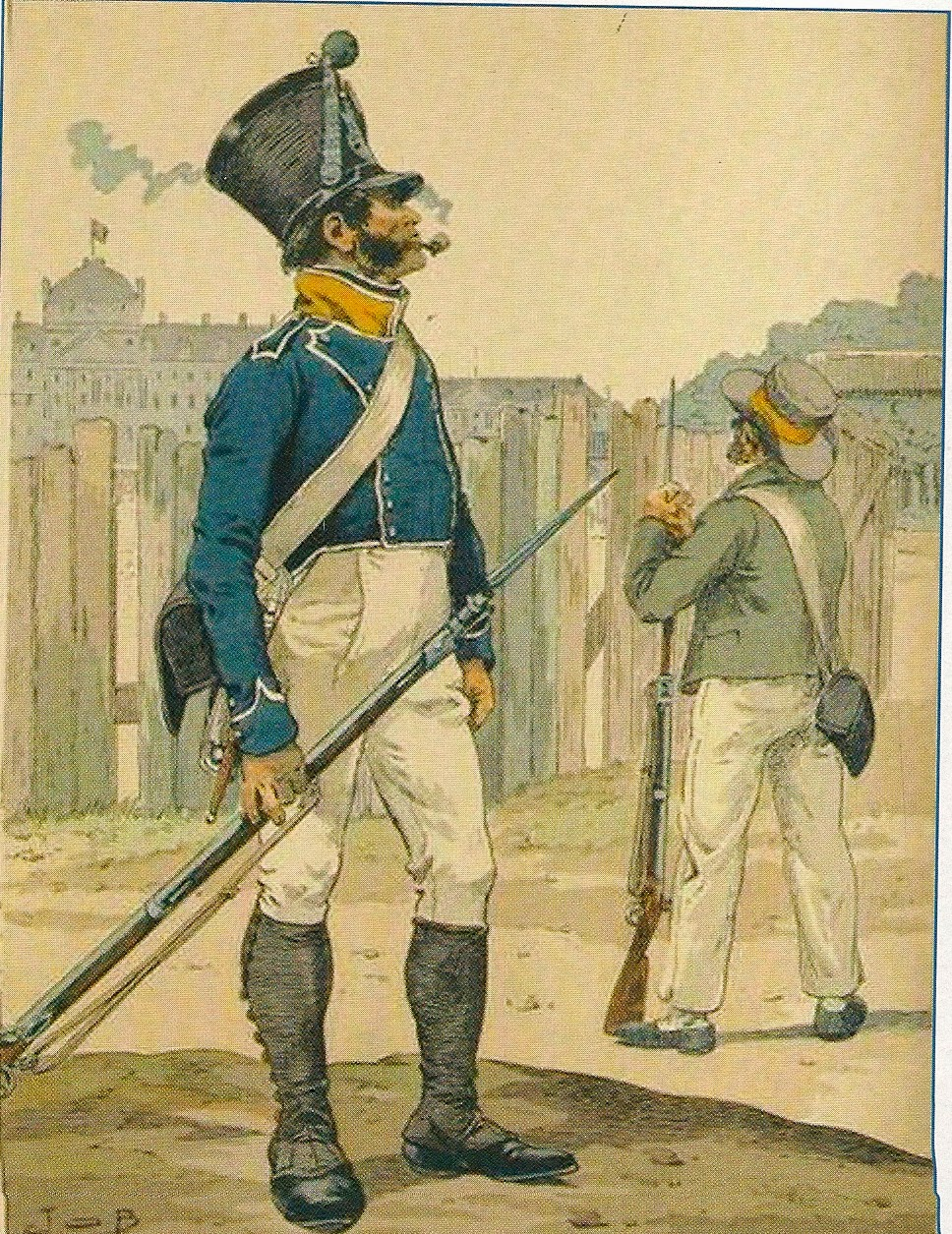
Chasseur de la garde nationale de Paris en 1815, d'après Job.

### Restauration et monarchie de Juillet
Le 29 avril 1827, le roi Charles X signe l'ordonnance de licenciement de la garde nationale parisienne. Il se dit que le facteur déclenchant est une revue, au cours de laquelle des gardes nationaux avaient crié « A bas Villèle ! ». Quoi qu'il en soit, une fois de plus, la méfiance du pouvoir a principalement motivé cette décision. Cette mesure est malgré tout accueillie avec soulagement par des personnes qui n'ont plus à faire leur service. Seuls les opposants au régime et les libéraux protestent.

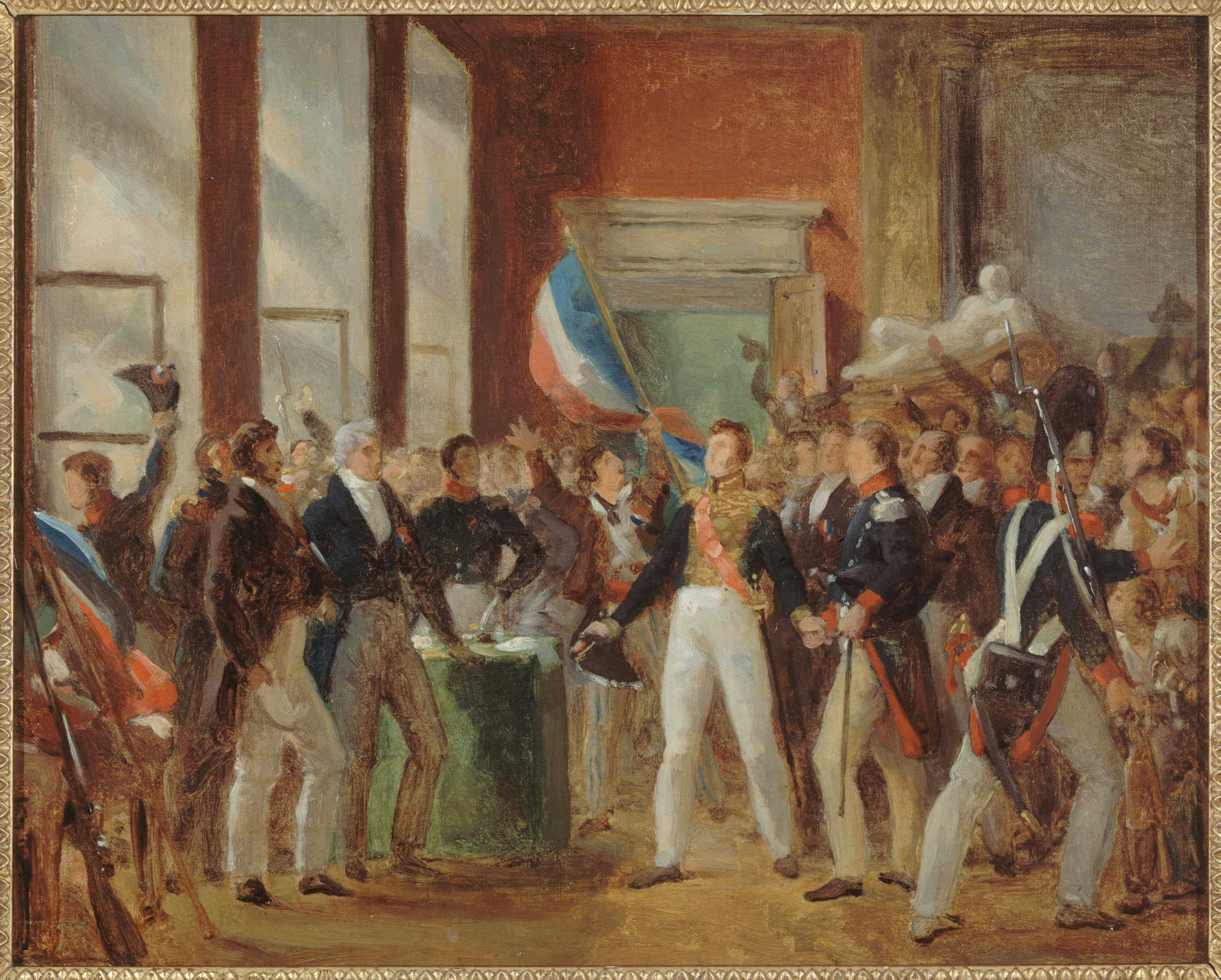
Le duc d'Orléans, futur Louis-Philippe Ier, nommé lieutenant général du royaume, accueilli en uniforme de la garde nationale dans la grande salle de l'Hôtel de Ville par la commission municipale le 31 juillet 1830. Peinture anonyme conservée au musée du Carnavalet.

Le 25 juillet 1830, Charles X publie quatre ordonnances qui provoquent la révolution de Juillet. Dès le matin du 28 juillet 1830, des gardes nationaux reparaissent spontanément en uniforme. Ils sont portés en triomphe par le peuple, aux cris de « Vive la garde nationale! ». Le 29 juillet, La Fayette, âgé de 73 ans, est nommé de nouveau à la tête de la garde nationale. Il rétablit la garde nationale parisienne. Le 31 juillet, il accueille Louis-Philippe Ier à l'Hôtel de ville de Paris. Ce dernier passe en revue la garde nationale de Paris, forte de 60 000 hommes. Devant les acclamations des contribuables en armes, il s'écrie, en embrassant La Fayette : « Cela vaut mieux pour moi que le sacre de Reims ! ». Cela souligne l'importance attachée à la milice bourgeoise du régime, garante de l'ordre public et de l'alliance de la monarchie de Juillet et des propriétaires.

### Deuxième République et Second Empire

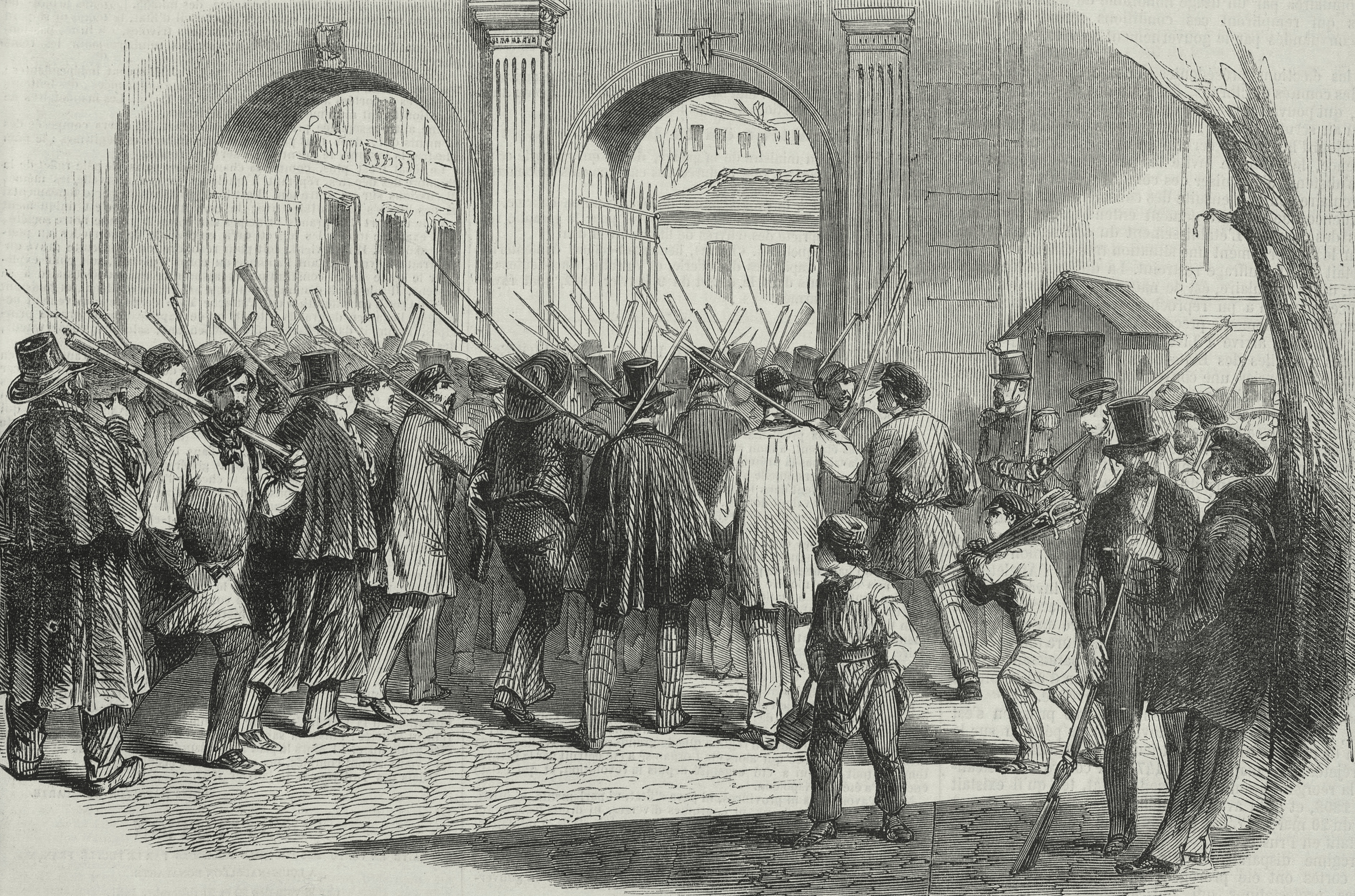
Désarmement de la garde nationale de Paris en janvier 1852.

#### Siège

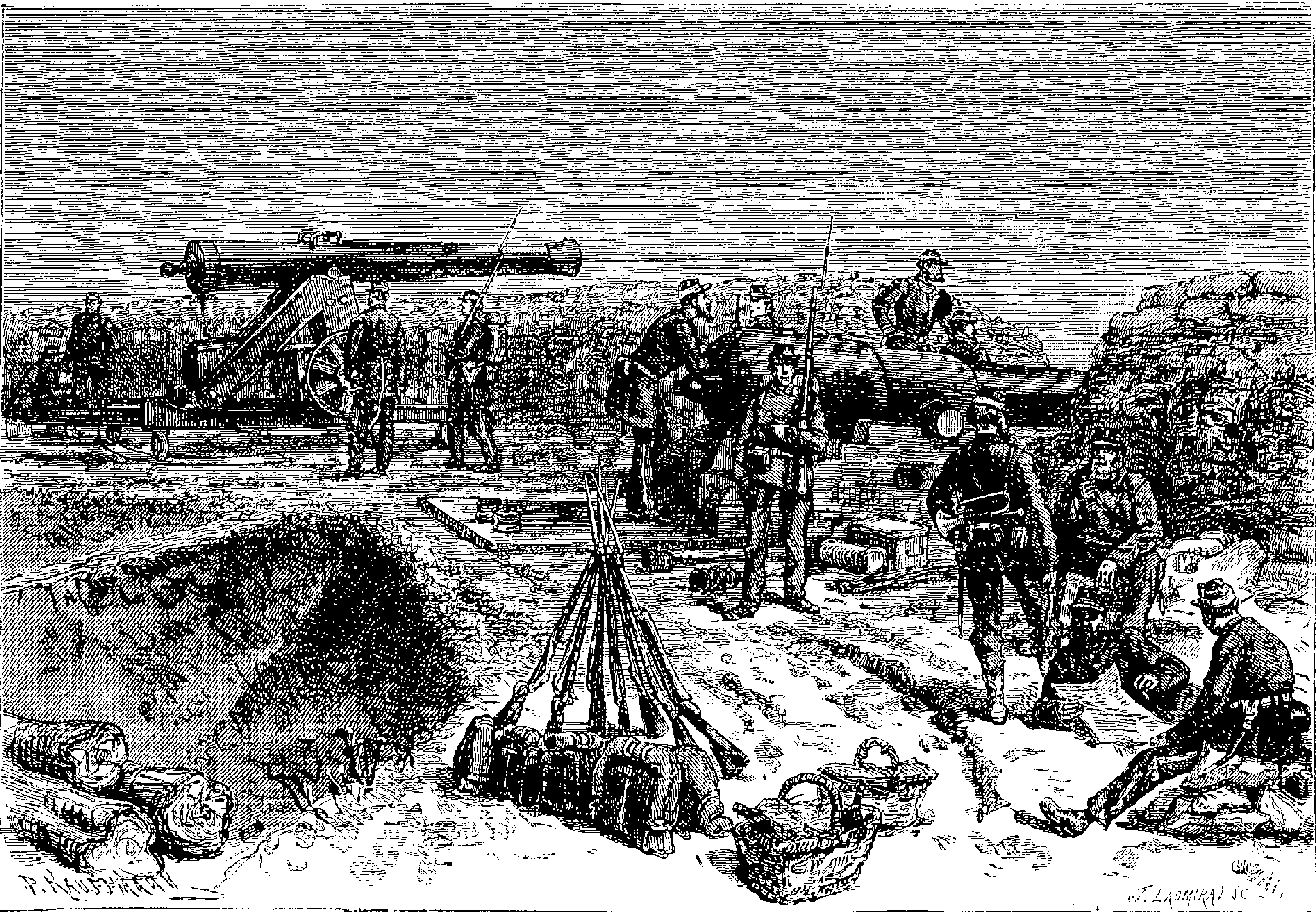
Batterie d’artillerie servie par les gardes nationaux pendant le siège de Paris.

### Siège de Paris et Commune révolutionnaire (1870-1871)

#### Commune

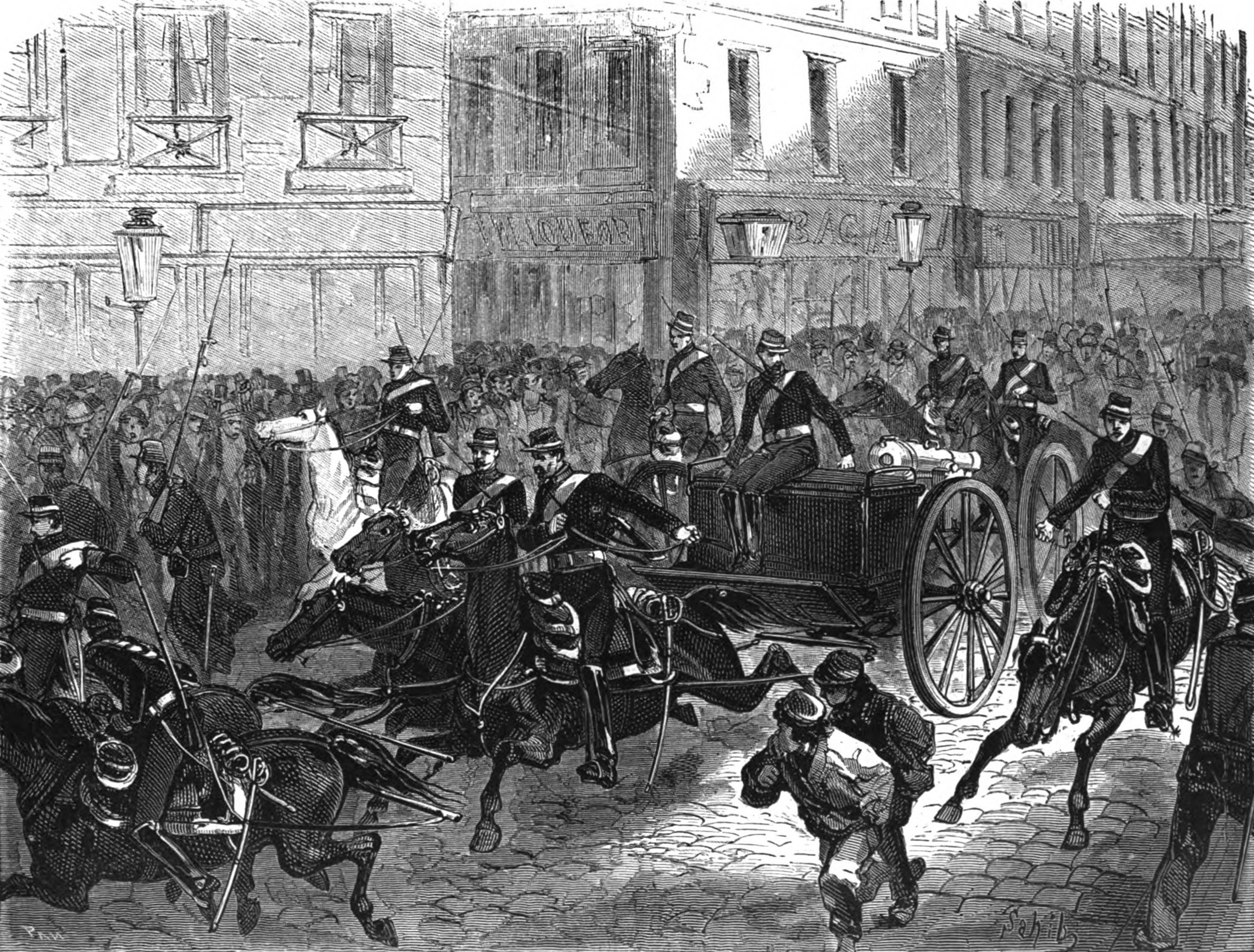
« Les pièces de Montmartre » : les gardes municipaux s'attelant aux pièces de Montmartre reprises ensuite par les gardes nationaux. Gravure publiée dans L'Illustration. La tentative de saisie de ces pièces par le gouvernement républicain provoquera le déclenchement de la Commune révolutionnaire.

La déception à la suite de la défaite face à la Prusse, l’hostilité du peuple parisien à l'égard de l’Assemblée récemment élue, à majorité monarchiste, ainsi que certaines mesures prises par celle-ci ou par le gouvernement de Jules Dufaure — notamment lorsqu'il nomme trois bonapartistes aux postes de préfet de police (Louis Ernest Valentin), de chef de la garde nationale (le général d'Aurelle de Paladines) et de gouverneur (le général Vinoy), nominations vécues comme une « provocation » par les Parisiens — renforcèrent un climat d’agitation dans la capitale au sein des unités de gardes nationaux et des milieux populaires. Une insurrection éclata à Montmartre, le 18 mars lorsque des troupes régulières tentèrent, sur ordre du gouvernement, de saisir des canons de la garde nationale. Une autorité insurrectionnelle se mit en place : la Commune de Paris.

## Garde municipale de Paris
La garde municipale de Paris est une unité chargée du maintien de l'ordre à Paris, indépendante de la garde nationale parisienne, qui fut créée par un décret du 4 octobre 1802 (12 vendémiaire an XI) des consuls, dont Napoléon Bonaparte. Elle sera dissoute le 23 octobre 1812 après le coup d’État du général Malet.
Une nouvelle garde municipale parisienne sera levée sous la monarchie de Juillet et servira à la répression des émeutes.

## Chefs de corps, officiers et personnalités militaires historiques ayant fait partie de la garde nationale de Paris

### Chefs de corps
- Gilbert du Motier de La Fayette
- Antoine Galiot Mandat de Grancey
- François Hanriot
- Bon-Adrien Jeannot de Moncey: Maréchal d'Empire, il commanda les unités de gardes nationaux pendant la bataille de Paris en 1814, ayant sous ses ordres le colonel Odiot.